# إبراهام مونتيروسا
إبراهام مونتيروسا (بالإسبانية: Abraham Monterrosa) هو لاعب كرة قدم سلفادوري في مركز الوسط، ولد في 3 يوليو 1975 في La Libertad, El Salvador ‏ في السلفادور. شارك مع منتخب السلفادور تحت 21 سنة لكرة القدم ‏ ومنتخب السلفادور لكرة القدم. أما مع النوادي، فقد لعب مع نادي أكويلا ونادي لويس أنخيل فيربو.

## وصلات خارجية
- إبراهام مونتيروسا على موقع قاعدة بيانات كرة القدم.إي يو (الإنجليزية)
- إبراهام مونتيروسا على موقع ناشيونال فوتبول تيمز (الإنجليزية)